# Yelena Kruchinkina
Yelena Kruchinkina –en bielorruso, Елена Кручінкіна– (28 de marzo de 1995), es una deportista bielorrusa que compite en biatlón. Ganó una medalla de oro en el Campeonato Europeo de Biatlón de 2020, en la prueba de persecución.

## Palmarés internacional
| Campeonato Europeo | Campeonato Europeo           | Campeonato Europeo | Campeonato Europeo |
| Año                | Lugar                        | Medalla            | Prueba             |
| ------------------ | ---------------------------- | ------------------ | ------------------ |
| 2020               | Minsk-Raubichi (Bielorrusia) | Medalla de oro     | Persecución        |